# Vitaliy Mykolenko
Vitaliy Serhiyovych Mykolenko (em Ucraniano: Віта́лій Сергі́йович Мико́ленко; Chercássi, 29 de Maio de 1999) é um futebolista ucraniano que atua como lateral-esquerdo. Atualmente é jogador do Everton e da Seleção Ucraniana de Futebol.

## Carreira

### Dínamo de Kiev
Nascido em Chercássi, Mykolenko é um jogador de base do Dínamo de Kiev.
Ele jogou pelo Dínamo nos Campeonatos Ucraniano de Futebol Sub-19 e Sub-21 e em agosto de 2017 foi promovido ao time principal. Mykolenko fez sua estreia na Campeonato Ucraniano pelo Dínamo de Kiev em 20 de agosto de 2017, jogando em uma vitória contra o Stal Kamianske. Em 25 de outubro de 2018, Mykolenko fez sua estreia na Liga Europa da UEFA, começando na vitória do Dínamo por 2–1 sobre o Rennes no Roazhon Park.
Mykolenko foi eleito o melhor jogador jovem da temporada 2018-19 do Campeonato Ucraniano.

### Everton
Em 1 de janeiro de 2022, Mykolenko se juntou ao Everton em um contrato de quatro anos e meio até junho de 2026 por uma taxa não revelada. O clube atribuiu a ele a camisa número 19. Em 3 de março de 2022, como um gesto de boa vontade, Mykolenko foi nomeado capitão do Everton para uma partida da quinta rodada da FA Cup contra o Boreham Wood devido à invasão russa da Ucrânia entre seu país e a Rússia.
Em março, Mykolenko criticou o capitão da seleção russa, Artem Dzyuba, em uma postagem no Instagram e questionou por que Dzyuba e seus companheiros russos ficaram "em silêncio" enquanto "civis pacíficos estavam sendo mortos na Ucrânia" na invasão russa da Ucrânia. Em 8 de maio, Mykolenko marcou seu primeiro gol pelo Everton, um voleio impressionante de 22 metros em uma vitória por 2–1 fora de casa contra o Leicester City pela Premier League.
Mykolenko fez sua 100ª partida pelo Everton no empate de 1–1 contra o Manchester City.[carece de fontes?]

## Carreira internacional
Em 20 de novembro de 2018, Mykolenko estreou pela seleção ucraniana aos 19 anos em um amistoso contra a Turquia, terminando em um empate sem gols.
Ainda elegível para as seleções de base, Mykolenko perdeu por pouco o título na Copa do Mundo FIFA Sub-20 de 2019, mas foi nomeado para a eventual seleção vencedora da Ucrânia para o torneio, mas teve que ser retirado da competição alguns dias depois devido a uma lesão.
Mykolenko foi convocado pela seleção da Ucrânia para a UEFA Euro 2020 e começou em quatro das cinco partidas da equipe como titular quando chegaram às quartas de final. Em 11 de junho de 2022, ele marcou seu primeiro gol profissional  em seleções na vitória da Ucrânia por 3–0 sobre a Armênia na Liga das Nações da UEFA.

## Títulos

#### Dínamo de Kiev
- Campeonato Ucraniano de Futebol: 2020–21[carece de fontes?]
- Copa da Ucrânia: 2019–20, 2020–21[carece de fontes?]
- Supercopa da Ucrânia: 2018, 2019, 2020[carece de fontes?]